# Jinlan Shuiku
Jinlan Shuiku (kinesiska: 金兰水库) är en reservoar i Kina. Den ligger i provinsen Zhejiang, i den östra delen av landet, omkring 160 kilometer söder om provinshuvudstaden Hangzhou. Jinlan Shuiku ligger 120 meter över havet. Arean är 2,8 kvadratkilometer. I omgivningarna runt Jinlan Shuiku växer i huvudsak blandskog. Den sträcker sig 4,6 kilometer i nord-sydlig riktning, och 2,8 kilometer i öst-västlig riktning.
Genomsnittlig årsnederbörd är 2 256 millimeter. Den regnigaste månaden är juni, med i genomsnitt 468 mm nederbörd, och den torraste är oktober, med 60 mm nederbörd.